# Jiří Klabouch
Jiří Klabouch (* 15. května 1947) je bývalý český fotbalista.

## Fotbalová kariéra
V československé lize hrál v sezóně 1969/70 za SONP Kladno. Nastoupil ve 2 ligových utkáních. Gól v lize nedal. V sezoně 1967/1968 po dobu ZVS oblékal dres Dukly Cheb, hrající tehdy 2.československou fotbalovou ligu.

## Ligová bilance
| Ročník                                    | Zápasy | Góly | Klub        |
| ----------------------------------------- | ------ | ---- | ----------- |
| 1. československá fotbalová liga 1969/70  | 2      | 0    | SONP Kladno |
| 2.československá fotbalová liga 1967/1968 |        |      | Dukla Cheb  |
| CELKEM 1. liga                            | 2      | 0    |             |